# 丘基錢皮山
14°38′18″S 69°19′39″W / 14.63833°S 69.32750°W
丘基錢皮山（Choquechambi），是秘魯的山峰，位於該國東南部普諾大區，由聖安東尼奧德普蒂納省負責管轄，屬於阿波洛班巴山脈的一部分，海拔高度約5,000米。